# 메조코베스트 조리 FC

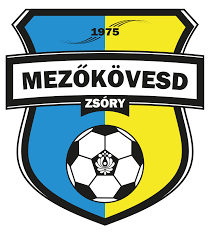

메조코베스트 조리 FC(Mezőkövesdi SE)은 메조코베스트를 연고지로 하는 헝가리의 1부 리그 팀이다.

## 선수 명단

### 현역
- 서볼치 실라기
- 에릭 콕스 워시번
- 다비드 바분스키(2022 ~ )
- 라자르 베셀리노비치
- 마테 솔가이
- 마르코 브르탄

### 역대
틀:메조코베스트 조리 FC 선수 명단